# 马瑟尔谢尔河
马瑟尔谢尔河是密苏里河支流，自位于蒙大拿州马丁斯代尔附近的南北汇流处至流入密苏里河有550.2千米长。算上汇流处之前的支流则有684–800千米长。